# Ellen Wong
Pour les articles homonymes, voir Wong.
Ellen Wong, née le 13 janvier 1985 à Scarborough (Toronto), est une actrice canadienne. Elle est connue grâce a la série américaine The Carrie Diaries.

## Biographie
Ellen Wong est née dans le quartier de Scarborough de Toronto en Ontario de parents d'origine Cambodgienne . Elle a commencé à agir dans le théâtre de la communauté tout en fréquentant l'Amoreaux Collegiate Institute et a travaillé dans une variété de tâches de production de télévision à partir de l'âge de 14 ans[Quoi ?] . Elle a ensuite étudié les arts de la radio et de télévision de l'Université Ryerson[Quoi ?] . Wong continue alors à l'Université Ryerson et en 2005, elle décroche un rôle dans la série télévisée This Is Wonderland suivi par Runaway l'année suivante. Elle pratique également le taekwondo, mais a dû arrêter en raison de son emploi du temps  ; mais les arts martiaux l'ont aidée à décrocher le rôle de Knives dans Scott Pilgrim en octobre 2009 . Elle a été auditionnée trois fois pour le rôle. Lors de sa seconde audition, le réalisateur Edgar Wright a été surpris de découvrir qu'elle avait une ceinture verte de taekwondo et a été intrigué par "cette fille au visage d'ange qui a un caractère de feu" . Wong dit que le rôle de Knives Chau a attiré son attention parce «Ce n'est pas tous les jours qu'une jeune femme asiatique peut avoir un rôle important qui donne lieu à beaucoup d'autonomie et qui est une part important de l'histoire. " .
En 2011, Wong avait un rôle récurrent comme infirmière Suzy Chao de la série Médecins de combat sur Global/ABC. En janvier 2012, elle a été nommée pour le prix ACTRA pour la performance exceptionnelle d'une femme pour son travail dépeignant un immigrant illégal de contrebande à travers l'océan dans un conteneur d'expédition[style à revoir] dans le court métrage muet Cargo. En février 2012, Wong a décroché un rôle dans la série The Carrie Diaries pour jouer le rôle de Jill "Mouse" Thompson, la meilleure amie de Carrie qui est décrit comme pragmatique, brillant et super fidèle  En avril 2012, il a été rapporté qu'elle avait rejoint le casting de Silent Night, un remake libre du film d'horreur de 1984, Silent Night et Deadly Night. 
En 2016, Ellen rejoint le tournage de la deuxième saison de Dark Matter, une série canadienne de science fiction, entourée par les principaux acteurs comme Alex Mallari Jr.(Four/Ryo Ishida), Melissa O'Neil (Two/Portia Lin/ Rebecca), ou encore Jodelle Ferland (Five/Emily Kolburn). Elle y joue le rôle de Misaki Han membre de la garde royale à la cour de l'empereur Ishida. La production prévoit d'ailleurs une troisième saison pour 2017, dans laquelle Wong sera présente.

## Filmographie

### Cinéma

#### Court métrage
- 2011 : Silent Cargo : Daiyu

#### Long métrage
- 2010 : Scott Pilgrim : Knives Chau
- 2012 : Silent Night : Brenda
- 2016 : The Void
- 2017 : The Circle : Renata

### Télévision

#### Série télévisée
- 2006 : Runaway (saison 1, épisode 08 : End Game) : Macy
- 2011 : Médecins de combat (Combat Hospital) : major Suzy Chao
- 2012 : Home Is Where the Hans Are (mini-série) : Ellen
- 2013-2014 : The Carrie Diaries : Jill "Mouse" Thompson
- 2015-2017 : Dark Matter : Misaki Han
- 2017-2019 : GLOW : Jenny « Fortune Cookie » Chey

#### Téléfilms
- 2020 : Un Noël d'enfer (The Christmas Setup) de Pat Mills : Madelyn McKay